# Vincenzo Matrone
Vincenzo Matrone (Vasto, 3 novembre 1971) è un ex calciatore italiano, di ruolo difensore.

## Carriera
Cresciuto nella Turris dove disputa 14 partite in Serie C2, viene acquistato nel 1989 dalla Fiorentina con cui esordisce in Serie A l'8 dicembre 1991 in Fiorentina-Verona (4-1), realizzando anche un gol. Complessivamente vanta 3 presenze nella massima serie. Prosegue la carriera in Serie B e Serie C. Tra i cadetti ha giocato anche con il Cosenza, con il Foggia e con la Cremonese.